# Mau Hodu
Mau Hodu Ran Kadalak (kurz Mau Hodu oder Mau Hudo), eigentlich José Amancio da Costa (* im 20. Jahrhundert; † 1999) war ein osttimoresischer Freiheitskämpfer.

## Leben
Mau Hodu hatte vier Brüder und fünf Schwestern. Seine Mutter Aurelia da Costa stammte aus Basarauai.
Mau Hodu war Mitglied der FALINTIL und führte eine der Kampfgruppen gegen die indonesischen Invasoren. Gleichzeitig war er Ende der 1970er Jahre einer der fünf führenden Mitglieder der FRETILIN, dem politischen Arm des Widerstandes. 1983 war Mau Hodu politischer Kommissar der roten Brigade (Brigada Vermelha).
Nach der Vernichtung der letzten Widerstandsbasen durch die Indonesier war die Eroberung Osttimors 1979 faktisch abgeschlossen. Der Widerstand organisierte sich auf dem Berg Aitana bei einem Treffen zwischen dem 1. und 8. März 1981. Vom ursprünglichen Zentralkomitee der FRETILIN (CCF) hatten nur zwei Mitglieder überlebt. Auf der Konferenz wurden neun neue Mitglieder bestimmt, darunter Mau Hodu. Er erhielt weitere Ämter in der Partei und ihrem bewaffneten Arm, den Forças Armadas de Libertação Nacional de Timor-Leste (FALINTIL) hatte Mau Hodu mehrere weitere Ämter inne: Chef des Exekutivrates für den Kampf und die bewaffnete Front (Xefe Konsellu Ezekutivu ba Luta/Frente Armada CEL/FA) und Sekretär des Exekutivrates für den Kampf und die Widerstandsfront (Sekretariu ba Komité Exekutivu Luta / Frente Klandestina CEL/FC).
1988 wurde er einer der stellvertretenden Sekretär der Kommission der FRETILIN (CDF). Als politischer Berater des Conselho Nacional de Resistência Maubere (CNRM) berief Mau Hodu im Juni 1990 ein Treffen der Führer des Widerstands in Baucau. Hier wurde das Exekutivkomitee des CNRM für die Widerstandsfront (Comité Executivo da CNRM na Frente Clandestina) gegründet, der fortan die Kampfhandlungen gegen die Indonesier führte.
Nach dem Santa-Cruz-Massaker im November 1991 begannen die Indonesier mit einer großangelegten Operation, um die Führer des militärischen Widerstands gefangenzunehmen. Am 23. Januar 1992 gelang es ihnen Mau Hodu zu verhaften. Später kam er wieder frei. Nach dem Fall des indonesischen Diktators Suharto nahm Mau Hodu im August 1998 an der FRETILIN-Konferenz in Sydney teil.
Nachdem am 30. August 1999 sich die Osttimoresen in einem Referendum für die Unabhängigkeit von Indonesien ausgesprochen hatten, brach nochmals eine letzte Gewaltwelle durch indonesische Sicherheitskräfte aus. Im Laufe dieser wurde Mau Hodu festgenommen und ermordet. Sein Leichnam war zunächst verschwunden. Als man Knochen fand, die man Mau Hodu zuordnete, verweigerte seine Familie einen DNA-Test.
2006 wurde Mau Hodu postum mit dem Ordem das Falintil und 2019 mit dem Collar des Ordem de Timor-Leste ausgezeichnet.